# Sparatoria sul ponte di Brooklyn
La sparatoria sul ponte di Brooklyn è avvenuta il 1º marzo 1994 a New York.

## L'attacco al furgone
In questo attacco, l'immigrato libanese Rashid Baz sparò contro un furgone con 15 passeggeri a bordo - tutti studenti che appartenevano al movimento ebreo ortodosso Chabad-Lubavitch - e che viaggiava sul ponte di Brooklyn. Baz usò una pistola Cobray semi-automatica per mitragliare il furgone, e una pistola Glock 9-mm semi-automatica per sparare contro gli studenti. Aveva con sé, nel bagagliaio, anche un fucile calibro 12 Armsel Striker.
Quattro studenti vennero seriamente feriti. Tra i due più gravi c'era Ari Halberstam, uno studente di sedici anni, che morì quattro giorni dopo per una pallottola alla testa. L'altro studente, anch'egli colpito alla testa, subì danni cerebrali permanenti.

## Le indagini e le condanne
Amir Abudaif, un meccanico d'auto, riferì l'episodio alla polizia. Durante l'arresto, Baz fu anche trovato in possesso di letteratura anti-semita, di una pistola cal.380 semiautomatica, una pistola da stordimento, un giubbotto antiproiettile, e due caricatori di munizioni da 50 pallottole. Inizialmente, Baz sostenne che aveva commesso la sparatoria a causa di una disputa di traffico e il Federal Bureau of Investigation classificò il caso come "violenza stradale". Tuttavia, al processo, Baz dichiarò "insanità mentale". I suoi difensori proposero anche la teoria che Baz stava reagendo agli eventi in Medio Oriente La giuria respinse entrambe le difese e Baz venne condannato per omicidio di secondo grado e 14 carichi aggiuntivi di tentato omicidio, presso la Corte Suprema di New York, il 1º dicembre 1994. Fu condannato a 141 anni di carcere.
Bassam Reyati, zio di Baz e proprietario della vettura usata per la sparatoria, fu condannato per aver nascosto le prove e gli furono dati 5 anni di libertà vigilata e una multa di 1.000 dollari, il 16 ottobre 1996. Hilal Abd Al-Aziz Muhammad, proprietario dell'officina dove Baz aveva nascosto la sua auto danneggiata durante la sparatoria, fu condannato per aver occultato le prove e ostacolato la giustizia. Fu condannato a cinque anni di libertà vigilata il 17 maggio 1995. Inoltre, certo Albert Jeanniton fu condannato per vendita illegale delle armi da fuoco ottenute da Baz.
Nel 2000, il Procuratore distrettuale americano di Manhattan, Mary Jo White, e l'F.B.I. riclassificarono l'attacco come "crimini di un terrorista".